# José Rodríguez de la Borbolla
José María Rodríguez de la Borbolla Camoyán (Sevilla, 16 d'abril de 1947) és un advocat i polític andalús socialista, segon president de la Junta d'Andalusia. Després de la dimissió de Rafael Escuredo el 1984 fou nomenat President de la Junta d'Andalusia. En 1986 va ser reelegit i va mantenir el càrrec fins a 1990. En 1991 va ser nomenat Fill Predilecte d'Andalusia. El seu besavi Pedro Rodríguez de la Borbolla Amozcótegui de Saavedra fou també un polític destacat durant la restauració borbònica.